# 乌利·赫内斯
乌尔里希·“乌利”·赫内斯，（德語：Ulrich „Uli“ Hoeneß，1952年1月5日—）是一名德国企业家、足球官员及前足球运动员，原拜仁慕尼黑足球俱乐部注册协会会长及拜仁慕尼黑足球俱乐部股份公司监事会主席。2014年3月13日因逃税案被巴伐利亚州法院判处有期徒刑3年6个月，3月14日赫内斯辞去了其在拜仁慕尼黑的所有职务。
作为一名活跃的足球运动员，赫内斯曾协助拜仁慕尼黑在1970年代囊括了几乎所有欧洲范围内重要的俱乐部赛事冠军，并代表德国国家足球队赢得1972年欧洲杯冠军及1974年世界杯冠军。从运动员生涯退役后，赫内斯进入拜仁慕尼黑的管理层并作出了卓越贡献，带领俱乐部发展成欧洲无论是财政或竞赛层面均最为成功的足球俱乐部之一。2009年11月，赫内斯就任拜仁慕尼黑足球俱乐部注册协会会长，并自2010年3月起成为拜仁慕尼黑足球俱乐部股份公司监事会主席及安联咨询及销售股份公司监事会成员。

## 教育及背景
赫内斯出生于巴登-符腾堡州乌尔姆的一个保守派天主教家庭，其父亲埃尔文·赫内斯（Erwin Hoeneß）是当地一家肉店的老板。他与后来也成为足球运动员及官员的弟弟迪特尔·赫内斯最早开始在乌尔姆运动俱乐部（VfB Ulm）青年部受训，随后又转移至乌尔姆足球俱乐部，并很快展现出其足球天赋。在赫内斯15岁时，他成为了德国足协学生代表队的队长，并在这里遇见了保罗·布莱特纳，两人从此建立了密切的友谊。1971年，他在乌尔姆舒巴尔特文科中学（Schubart-Gymnasium Ulm）完成学业，并参加了高考。同时，由于头部和膝盖的伤痛，令他得以免服兵役。
赫内斯原本计划在1971年的冬季学期中进入慕尼黑大学攻读企业经济学课程，他的高考成绩为2.4分，而慕尼黑大学对于这一专业的录取平均分是在3.0分以内即可。然而赫内斯作为非巴伐利亚籍的申请人遭到了相应的减分，最终平均分仅为3.4分，无缘这一专业，于是他改为修读英国语言文学及历史学位。赫内斯的大学生涯在两个学期后即告终止，因为他选择作为一名足球运动员开始了职业生涯。

## 球员生涯

### 俱乐部
1970年，赫内斯连同保罗·布莱特纳等人一同被拜仁慕尼黑的新任主教练乌多·拉特克招致麾下。1970年8月15日，年仅18岁的赫内斯在1970-71赛季德甲联赛一轮中首次代表拜仁出场，以1:1战平斯图加特。在这一赛季，他成为球队正选，得以与弗朗茨·贝肯鲍尔、盖德·穆勒和塞普·迈耶等著名球员并肩作战，并协助拜仁获得德甲亚军及德国杯冠军。至1972年，赫内斯仍以业余球员身份参加了1972年慕尼黑奥运会。
作为一名边锋，赫内斯的百米冲刺速度在11秒内，因此他也在一段时间内被视为欧洲速度最快的前锋，直至苏联另一位左翼奥列格·布洛欣跑出更快的速度。他与盖德·穆勒组成德甲最具攻击性的组合，两人在1971-72和1972-73连续两个赛季都射入53球，这一纪录直至2009年才被沃尔夫斯堡的锋线组合埃丁·哲科和加菲迪所打破。1972年至1974年，赫内斯帮助拜仁完成德甲三连冠。此外，拜仁在1974年参加了欧洲冠军杯决赛，赫内斯在对阵马德里竞技的重赛中射入2球，帮助球队最终以4:0战胜对手首度加冕欧洲冠军。随后在1975年和1976年，拜仁又得以延续这一成就，其中在1975年以2:0击败利兹联的决赛中，赫内斯遭受严重的膝伤，使他离开赛场达半年之久。
在1970年代后期，拜仁的全盛时期趋于结束，赫内斯也无法重返个人的巅峰状态。1978-79赛季，在拜仁新主帅久拉·洛兰特上任后，赫内斯失去了主力位置，并以20万德国马克的价格被租借至纽伦堡。赫内斯共为纽伦堡上阵11场比赛，但表现无法令人信服，球队也在赛季结束后降入德国足球乙级联赛。

### 国家队
在先后入选德国青年队、德国业余队和德国23岁以下国家队后，赫内斯在1972年3月29日德国对阵匈牙利的比赛中首次被国家队主教练赫尔穆特·舍恩派遣上阵，并射入1球，帮助德国队以2:0获胜。一个月后，他又首次在国际大赛中登场，代表德国队在伦敦温布利球场举行的1972年欧洲杯半决赛中以3:1战胜英格兰。赫内斯在这场比赛中表现出色，帮助德国队首开纪录，也为球队在其后加冕欧洲冠军（决赛以3:0战胜苏联）奠定了基础。同年，赫内斯还代表德国国奥队参加了慕尼黑奥运会，但球队并没有赢得任何奖牌。
1974年，赫内斯成为德国队参加在本土举办的1974年世界杯的正选球员。他在全部7场比赛中均首发出场，并在4:2战胜瑞典的比赛中射入1个点球。其后在对阵波兰的比赛中，他又射失1个点球，因此球队在决赛中再获点球时将主罚权交给了布莱特纳，后者成功将球射入，并最终帮助德国以2:1战胜荷兰，赢得世界冠军。于是，赫内斯在年仅22岁的时候便已赢得了所有主要的冠军。
两年后，德国在1976年欧洲杯决赛中对阵捷克斯洛伐克。比赛在常规时间内无法分出胜负而需进行点球大战，赫内斯却在最后一轮中将关键点球罚失，最终德国仅获得亚军。
赫内斯代表德国参加的最后一场国际比赛是在1976年11月17日再度对阵捷克斯洛伐克，德国以2:0取得胜利。赫内斯在德国队共出场35次并射入5球。

### 球员生涯冠军
- 德国足球冠军：1972年、1973年、1974年
- 德国杯冠军：1971年
- 欧洲冠军杯冠军：1974年、1975年、1976年
- 洲际杯冠军：1976年
- 欧洲国家杯冠军：1972年
- 世界杯冠军：1974年

## 官员生涯
1979年春天，因受到长期的膝伤困扰，赫内斯结束了自己的球员生涯，并在同年5月进入拜仁管理层，以27岁的年龄成为德甲历史上最年轻的俱乐部经理。在退役前，赫内斯就已经证明了他在经济及体育政治层面的能力。在他的斡旋下，马基路斯-道依茨在1978年与拜仁签订了赞助合同，俱乐部利用这笔收入得以购回保罗·布莱特纳。当赫内斯正式就任经理时，俱乐部的销售额达到1200万德国马克，另有700万德国马克的负债额。
在赫内斯进入管理层后的第一年，拜仁便在1979-80赛季时隔6年重夺德甲冠军。他也成功将布莱特纳和卡尔-海因茨·鲁梅尼格的搭档整合为一个全新的强大的团队。在随后的时间里，赫内斯也极大促进了拜仁在经济层面的崛起，他的理念来源于1970年代在美国已发展十分成熟的文化衍生品营销，而该领域在德国很大程度上仍处于空白状态，这也给俱乐部带来了数以百万计的额外收入。在他的领导下，拜仁在体育层面也一跃成为德国最成功的俱乐部：俱乐部在1980年至2008年间共夺得16次德甲冠军、9次德国杯冠军、6次德国联赛杯冠军和1次欧洲联盟杯冠军。唯有在欧洲冠军杯（后改制为欧洲冠军联赛）中，拜仁遭遇连续不幸，4次进入决赛有3次都屈居亚军（1982年0:1不敌阿斯顿维拉、1987年1:2不敌波尔图、1999年1:2不敌曼联），仅在2001年涉险夺冠。因此，俱乐部在这段时间内几乎所有冠军都与赫内斯有关。赫内斯也会聘用一些享负盛名的主教练执教拜仁，例如吉奥瓦尼·特拉帕托尼、奥特马·希斯菲尔德、奥托·雷哈格尔、路易斯·范加尔、尤普·海因克斯和佩普·瓜迪奥拉等。
赫内斯在任期内实现的最大一项基建工程是于2001年始建的新球场，用以取代俱乐部原主场奥林匹克体育场。这座位于慕尼黑北郊的安联球场由拜仁及慕尼黑1860共同出资3.65亿欧元建造，并在2005年建成使用，成为当时全球最大及最具现代化的体育场馆之一。同时，拜仁在解决与慕尼黑1860的纠纷后，成为该体育场的唯一持有人。
从2002年至2009年期间，赫内斯还曾担任拜仁慕尼黑股份公司的副主席，主要负责所有职业球员、青年队、赞助商、授权销售及体育场管理等事务。
2009年11月底，赫内斯从他已工作了30年的经理岗位上卸任。在同年11月27日拜仁举行的股东周年大会中，赫内斯当选为拜仁慕尼黑注册协会的主席及拜仁慕尼黑股份公司监事会成员。2010年3月4日，他又在一次董事会议中被推举为原监事会主席弗朗茨·贝肯鲍尔的继任人。赫内斯的继任人则是体育总监克里斯蒂安·内林格尔，后者的任期直至2012年7月2日结束。
最近几年，赫内斯成为德国足球商業化最坚定的推动者。

### 经理生涯冠军
- 丰田杯冠军（1次）：2001年
- 欧洲冠军联赛冠军（1次）：2001年
- 欧洲联盟杯冠军（1次）：1996年
- 德国足球冠军（16次）：1980年、1981年、1985年、1986年、1987年、1989年、1990年、1994年、1997年、1999年、2000年、2001年、2003年、2005年、2006年、2008年
- 德国杯冠军（9次）：1982年、1984年、1986年、1998年、2000年、2003年、2005年、2006年、2008年
- 德国联赛杯（6次）：1997年、1998年、1999年、2000年、2004年、2007年
- 德国超级杯（3次）：1983年、1987年、1990年

### 主席生涯冠军
- 德国足球冠军（2次）：2010年、2013年
- 德国杯冠军（2次）：2010年、2013年
- 德国超级杯冠军（2次）：2010年、2012年
- 欧洲冠军联赛冠军（1次）：2013年

## 企业事务
除了作为足球俱乐部经理，赫内斯还于1985年与维尔纳·魏斯（Werner Weiß）在纽伦堡共同创立了以他们姓氏命名的“赫魏香肠公司（HoWe Wurstwaren）”。如今，该公司主要由他的两个孩子运作。其中女儿萨宾娜（Sabine）是公司合伙人，儿子弗洛里安（Florian）则持有独家代理权。根据德国电视二台的消费杂志《WISO》的评选，赫内斯的香肠公司生产的香肠是德国国内最好的。其供应范围包括Aldi、慕尼黑啤酒节及麦当劳的临时性产品。2013年2月，公司创办人赫内斯与麦当劳签约，其公司生产的香肠将进入麦当劳销售。从同年2月14日开始，全德国境内的1415家麦当劳都将开始销售一款全新的咖喱香肠汉堡包。

## 税务丑闻
2013年1月，赫内斯通过税务顾问向德国税务局递交了一份“自首说明”，坦白自己在瑞士有一个账户，十多年来从未纳税。有媒体报道，涉及的金额高达6.5亿欧元。按照德国法律，在相关部门启动调查程序或税务官员约谈之前，逃税者如果自我指证并补交税款和相应利息，就可以免于被起诉。而在赫内斯所在的巴伐利亚州，逃税者自首后，检察院就自动开启调查程序，直到检察院确定自首者交待完整清晰符合条件，调查才会停止。《星期日图片报》援引未具名消息源，称赫内斯向税务部门自我指证时已经补缴将近600万欧元税款。《南德意志报》在同年4月22日称，赫内斯在苏黎世冯托贝尔银行开设账户，补缴300万欧元利息所得税，存款多是股票交易所得，估计总额1800万至2000万欧元。慕尼黑检察院随即开展了调查和诉讼程序，如果逃税事件一经定罪，他将面临最高10年的牢狱之灾。
事件揭露后，赫内斯的个人形象遭到严重打击，并对拜仁慕尼黑的公众关系造成重大负面影响。许多德国人表示对赫内斯感到失望，当中包括德国总理安格拉·默克尔。同年5月7日，拜仁在其官方网站宣布：俱乐部监事会就监事会主席乌利·赫内斯的税务案问题进行了讨论，最终决定让赫内斯继续留任。声明同时称，做出这一决定主要是因为在5月25日和6月1日，拜仁将分别参加欧冠决赛和德国杯决赛，为了让球员安心备战，俱乐部决定维持现状。
2014年3月13日，巴伐利亚州法院判处赫内斯有期徒刑3年6个月。3月14日，赫内斯表示放弃复核和上诉接受判决，并辞去拜仁慕尼黑俱乐部的职务。

## 私人生活
赫内斯自2006年起一直居住于泰根湖畔的巴德维塞。而在此之前的30年时间里，他都住在奥托布伦的一座独栋别墅中。赫内斯已婚，有两个孩子及两个孙子。
1982年2月17日，30岁的赫内斯在一场空难中险些丧生，当时他和三个朋友搭乘一架双引擎螺旋桨飞机从慕尼黑飞往汉诺威观看德国对阵葡萄牙的友谊赛。飞机在降落前于汉诺威-朗根哈根机场附近的沼泽坠毁，1小时后，一个护林员发现了浑身是血的赫内斯。由于当时在后舱熟睡而只受了点轻伤的赫内斯成了这场空难的唯一幸存者，同时也没有关于这场空难的任何记忆。